# Фонтьен
Фонтье́н (фр. Fontienne, окс. Fontiena) — коммуна во Франции, находится в регионе Прованс — Альпы — Лазурный Берег. Департамент коммуны — Альпы Верхнего Прованса. Входит в состав кантона Сент-Этьен-лез-Орг. Округ коммуны — Форкалькье.
Код INSEE коммуны — 04087.

## Население
Население коммуны на 2008 год составляло 133 человека.
| 1962 | 1968 | 1975 | 1982 | 1990 | 1999 | 2008 |
| ---- | ---- | ---- | ---- | ---- | ---- | ---- |
| 38   | 25   | 24   | 52   | 73   | 116  | 133  |

## Климат
Климат средиземноморский, лето жаркое и сухое, зимой прохладно, часто бывают заморозки.
Фонтьен не имеет своей метеостанции, ближайшая находится в Форкалькье.
| Показатель                            | Янв. | Фев. | Март | Апр. | Май  | Июнь | Июль | Авг. | Сен. | Окт. | Нояб. | Дек. | Год  |
| ------------------------------------- | ---- | ---- | ---- | ---- | ---- | ---- | ---- | ---- | ---- | ---- | ----- | ---- | ---- |
| Средний суточный максимум, °C         | 8,6  | 10,9 | 15,4 | 16,9 | 21,4 | 25,8 | 29,3 | 28,9 | 24,0 | 18,5 | 12,7  | 9,3  | 18,5 |
| Средняя температура, °C               | 4,3  | 6,2  | 8,2  | 11,1 | 15,1 | 19,3 | 22,4 | 22,0 | 18,0 | 13,4 | 8,2   | 5,2  | 12,8 |
| Средний суточный минимум, °C          | −0,0 | 0,5  | 3,0  | 5,4  | 8,9  | 12,8 | 15,4 | 15,2 | 12,0 | 8,2  | 3,8   | 1,1  | 7,2  |
| Норма осадков, мм                     | 27   | 25   | 24   | 44   | 40   | 28   | 21   | 33   | 46   | 54   | 53    | 31   | 426  |
| Источник: Relevé météo de Forcalquier |      |      |      |      |      |      |      |      |      |      |       |      |      |

## Экономика

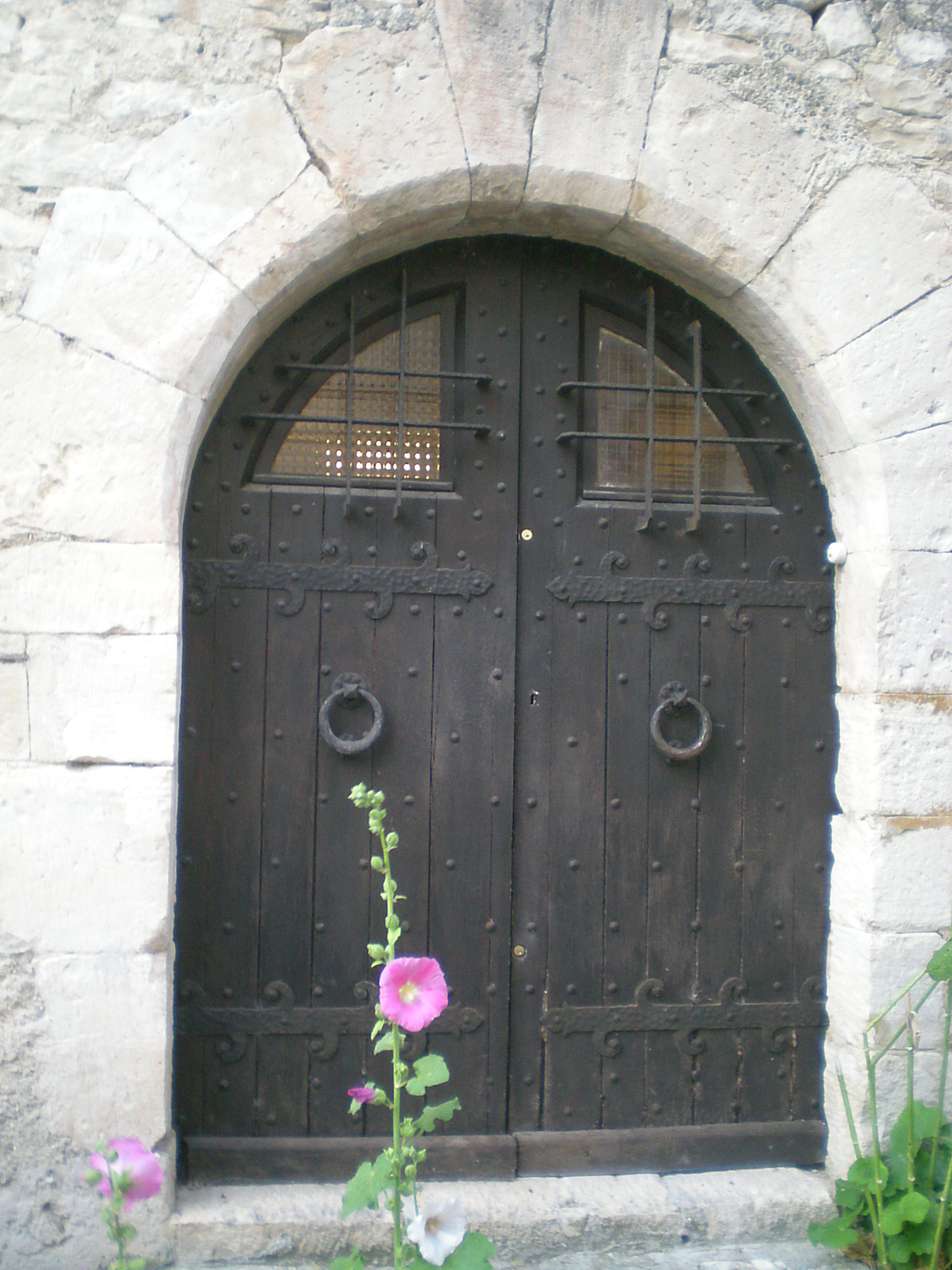
Двери монастыря

В 2007 году среди 84 человек в трудоспособном возрасте (15—64 лет) 56 были экономически активными, 28 — неактивными (показатель активности — 66,7 %, в 1999 году было 64,5 %). Из 56 активных работали 48 человек (26 мужчин и 22 женщины), безработных было 8 (6 мужчин и 2 женщины). Среди 28 неактивных 7 человек были учениками или студентами, 9 — пенсионерами, 12 были неактивными по другим причинам.

## Достопримечательности
- Приходская церковь Сен-Пьер
- Часовня Сент-Анн
- Бывший монастырь